# Hassan-Turm

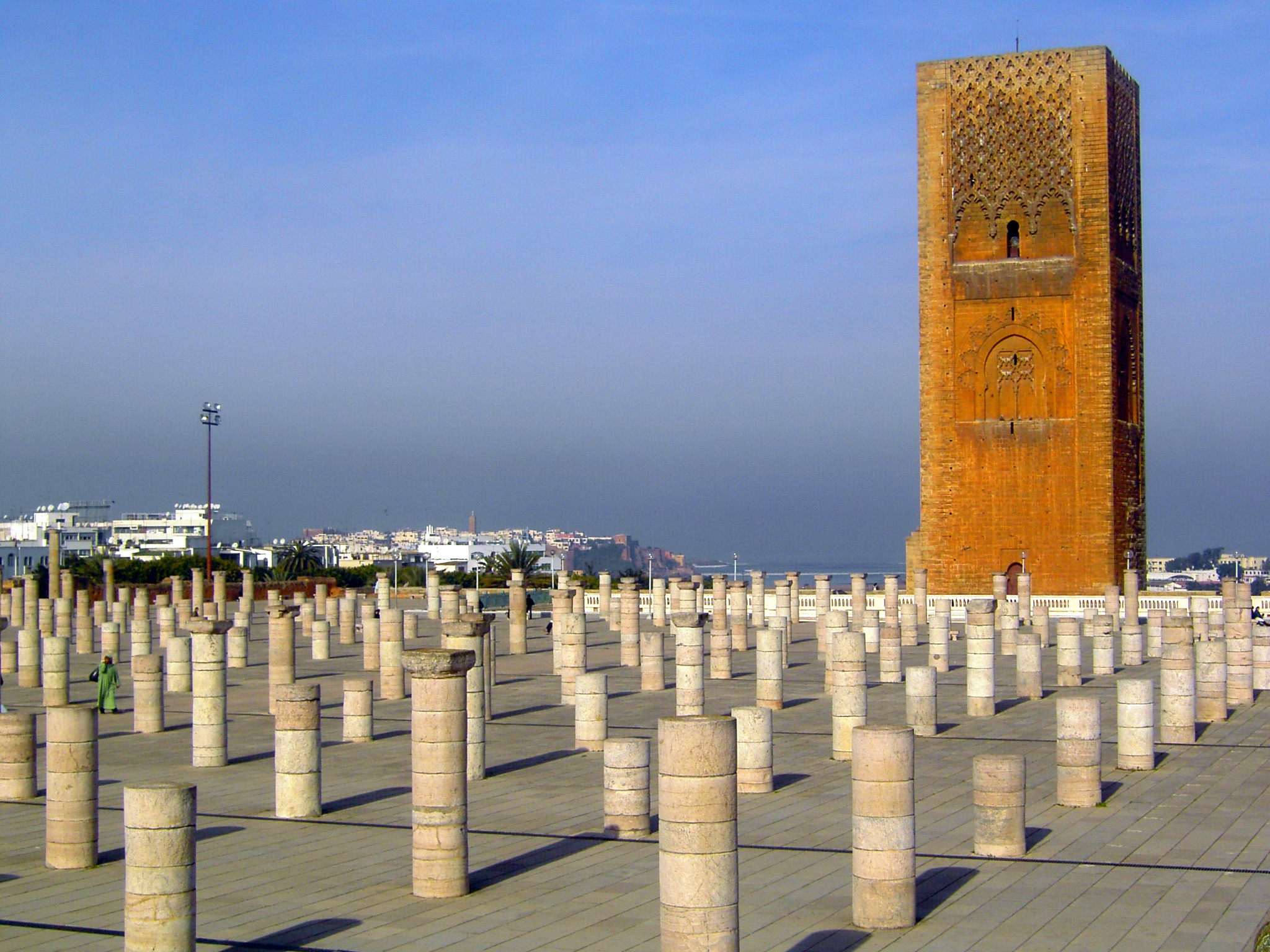
Hassanturm umgeben von den Säulen der unvollendeten Moschee

Der Hassan-Turm (franz. tour hassan; arabisch صومعة حسان, DMG ṣaumaʿat Ḥassān) ist das unvollendet gebliebene Minarett der ebenfalls unvollendeten Großen Moschee in der marokkanischen Hauptstadt Rabat.

## Lage
Der Baukomplex des Hassan-Turmes befindet sich nahe der Mündung des Bou-Regreg in den Atlantik. Auf dem Nordufer des Flusses erhebt sich der im Jahr 2023 fertiggestellte Wolkenkratzer des Tour Mohammed VI bei der Stadt Salé. 

## Geschichte
Die Arbeiten am Moscheebau wurden unter dem Almohaden-Herrscher Yaʿqūb al-Mansūr gegen Ende des 12. Jahrhunderts begonnen; nach seinem Tod (1199) wurden die Baumaßnahmen für immer eingestellt. Das große Teile Nordafrikas und der Iberischen Halbinsel umfassende Almohadenreich zerfiel und auch die Stadt Rabat verlor schnell an Bedeutung, die sie erst in der französischen Kolonialzeit und nach der Unabhängigkeit Marokkos (1956) wiedererlangte.

## Architektur

### Moscheebau
Der aus Stampflehm errichtete Außenbau ist mit den Grundmaßen von ca. 180 × 139 Metern größer als alle anderen Moscheen des Maghreb – größer auch als die Mezquita von Córdoba (ca. 175 × 128 Meter). Die Moschee wurde sehr wahrscheinlich – in Anlehnung an die bedeutendsten Moscheen des islamischen Westens (Córdoba, Kairouan) – als Säulenmoschee konzipiert, wobei die über 300 steinernen Säulen jedoch – in Ermangelung der früher verwendeten antiken monolithischen Spolien – aus Teilen (Säulentrommeln mit aufliegenden Kämpferplatten) zusammengesetzt sind. Zur Belichtung und Belüftung des großen Moscheeraums waren drei vergleichsweise große offene Innenhöfe geplant, doch die weitaus größte Fläche sollte überdacht werden und als Gebetssaal für etwa 50.000 Gläubige dienen. Das Mittelschiff ist im Vergleich zu den Seitenschiffen leicht verbreitert; anstelle eines – wie allgemein üblich – einzelnen Querschiffs vor der Qibla-Wand waren gleich drei geplant.

### Minarett
Das aus Hausteinen errichtete Minarett mit seinen Rampen im Innern erhebt sich genau gegenüber der geplanten Mihrab-Nische – eine Ausnahme unter den marokkanischen Moscheen, bei denen üblicherweise eine Eckplatzierung des Minaretts zu beobachten ist. In Anbetracht der Grundmaße von knapp 16 × 16 Metern sollte eine Gesamthöhe des Minaretts von über 80 Metern erreicht werden – seine heutige Höhe beträgt jedoch nur 44 Meter. Wie bei allen frühen Minaretten des Maghreb ist der untere Bereich des Turmschafts undekoriert; der mittlere Bereich zeigt verschieden gestaltete Blendbögen, die aber – anders als noch bei der Koutoubia-Moschee in Marrakesch – auf gleicher Höhe angeordnet sind. Der obere Bereich sollte vollständig und einheitlich mit einem potentiell unendlichen Rautenmuster überzogen werden, welches aus sich unablässig überschneidenden Bögen entwickelt, die auf kleinen Säulchen aufruhen. Erst am Minarett der Kasbah-Moschee in Marrakesch wurde eine völlig einheitliche ornamentale Gestaltung des Turms verwirklicht.

## Bedeutung
Die Große Moschee von Rabat hätte mit ihren Dimensionen alle anderen Moscheen des Maghreb klar übertroffen – ein deutliches Zeichen für den Großmachtanspruch der Almohaden während ihrer Blütezeit. Die gewaltige Anlage ist heutzutage das Wahrzeichen der Stadt Rabat und ein beliebtes Ziel vieler Marokkaner und Touristen.
Im Osten des Moschee-Komplexes wurde in den 1960er Jahren das Mausoleum für Mohammed V. (1956–1961), dem ersten König Marokkos nach dem Ende der Kolonialzeit, von dem vietnamesischen Architekten Vo Tuan geplant und erbaut. Auch sein Sohn und Nachfolger Hassan II. (1961–1999) ist hier bestattet.